# Filhos do Vento
Filhos do Vento é uma telenovela portuguesa transmitida entre 6 de Abril e 14 de Setembro de 1997 na RTP1, por volta das 21 horas. É da autoria de Durval Lucena e Francisco Moita Flores e contou com 150 episódios.
O seu enredo anda de volta do conflito entre duas famílias ricas ribatejanas, os Vieira e, os Abrantes.
Existem também aproximações a grandes obras da literatura portuguesa, tais como Amor de Perdição, de Camilo Castelo Branco; Os Maias, de Eça de Queirós e, Cerromaior, de Manuel da Fonseca.

## Sinopse

### 1966
Nos anos 60, por volta do ano de 1966, Carlos Vieira (António Pedro Cerdeira), filho de Pedro Vieira (Joaquim Rosa) e de Carolina Vieira (Fernanda Lapa), regressa de Angola, província ultramarina onde andou a fazer pesquisas e não foi lá contra a sua vontade, pois era a altura da Guerra Colonial. É irmão de Paula Vieira (Fátima Belo), que é escorraçada pela família por causa de ser uma cantora de renome nacional, e sobrinho do tio Quitério Vieira (Armando Cortez). A terra onde Carlos mora é Alcaides, e decide ir ter com Jorge Abrantes (Gonçalo Waddington), filho de Horácio Abrantes (José Eduardo) e de Marília Abrantes (Henriqueta Maia), e proprietário da terra das Sesmarias. Carlos tem uma mente maquiavélica e exige a Jorge a posse daquelas terras, que um dia já foram baldios. Jorge fica irritado de tal maneira a que se inicia uma «GUERRA CIVIL» na vila de Alcaides. Rapidamente instala-se a raiva, o ódio e a discórdia. Inicia-se assim uma luta sem precedentes nem escrúpulos em que os Vieira e os Abrantes estão dispostos a fazer tudo para ficar com a terra das Sesmarias.

### 1996
Na actualidade que é 1996, 30 anos depois, Carlos (António Rama) pede a ajuda de Paula (Simone de Oliveira) para visitar o pai Pedro, que está no fim da vida e faz as pazes com a filha. Carlos e Jorge (Virgílio Castelo) ainda andam em guerra por causa das Sesmarias. Trinta anos volvidos, será que esta guerra acabará? Ou será que tudo se acentuará e talvez já possa haver crimes no meio desta guerra.
É assim a história da guerra entre os Vieira e os Abrantes, autênticos FILHOS DO VENTO.

## Elenco

### Elenco de 1996
- António Assunção - Reinaldo Gouveia
- António Cordeiro[11] - Afonsinho
- António Rama[3][12] - Carlos Vieira
- Armando Cortez[3][13] - Quitério Vieira
- Canto e Castro[3] - Grelinhos (Pompeu Manuel Vieira de Oliveira Serra)
- Cecília Guimarães - Rosinha
- Constança Esparteiro - Madalena Simões
- Filomena Gonçalves[14] - Margarida
- Guida Maria - Emília
- Guilherme Filipe - Dr. João Gouveia
- Helena Isabel - Octávia Rocha
- Helena Ramos - Lúcia
- Henriqueta Maia - Marília Abrantes
- Isabel Medina[15][16] - Cidália Abrantes
- Joaquim Rosa - Pedro Vieira
- José Gomes - Oliveira
- Luís Esparteiro - Luís Simões
- Luís Vicente - Padre António Reis
- Márcia Breia - Amélia
- Margarida Carpinteiro[17] - Anica
- Manuel Cavaco[3][18] - Sargento Raimundo Alves
- Miguel Hurst - Artur Fanica
- Miguel Mendes - Chico Rocha
- Morais e Castro[19][20] - Laureano
- Orlando Costa[21] - João Faria
- Patrícia Tavares[22] - Maria do Céu
- Paulo Matos[23][24] - Tenente Raul Oliveira
- Pedro Górgia[25] - Leonel Abrantes
- Ricardo Carriço[26][27] - Ramon
- Rita Alagão - Laurinha
- Rodolfo Neves[28] - Ti Henriques
- Rui Rim - Manuel
- Sílvia Rizzo[29] - Dra. Ana Maria Simões
- Simone de Oliveira[30][31][32] - Paula Vieira
- Sofia Alves - Lurdes
- Sofia Grillo - Joaninha
- Sofia Sá da Bandeira - Rita
- Sónia Jerónimo - Cristina Vieira
- Sylvie Rocha[33] - Gisela
- Virgílio Castelo[3][34] - Jorge Abrantes

### Elenco de 1966
- António Cordeiro[11] - Afonsinho
- António Pedro Cerdeira[35] - Carlos Vieira
- Armando Cortez[3][13] - Quitério Vieira
- Canto e Castro[3] - Grelinhos (Pompeu Manuel Vieira de Oliveira Serra)
- Carlos César - Padre Tomé Vieira
- Carlos Santos - Inácio
- Catarina Seabra - Margarida
- Eduardo Viana - Osório
- Fátima Belo - Paula Vieira
- Fernanda Lapa[3] - Carolina Vieira
- Gonçalo Waddington[36] - Jorge Abrantes
- Henrique Santos - Afonso Vieira
- Henriqueta Maia - Marília Abrantes
- Jacinto Ramos[37] - José Oliveira Serra Antunes Vieira
- Joaquim Rosa - Pedro Vieira
- José Eduardo - Horácio Abrantes
- Márcia Breia - Amélia
- Manuel Cavaco[3][18] - Cabo Raimundo Alves
- Manuela Carona - Olívia
- Rodolfo Neves - Ti Henriques
- Sofia Cerqueira - Rita

### Participações especiais
- Abdul Razac Seco - Jornalista que tenta entrevistar Jorge
- Alexandra Maló - Engrácia (mãe da criança doente que Dr. Quitério cura)
- Amadeu Caronho - Dr. Vidal (psiquiatra que observa Carlos nos últimos episódios)
- António Aldeia - Mendigo que pede esmola a Afonsinho
- António Cid - Médico que trata a esposa de Oliveira
- Armando Venâncio - Professor Romão (colega de Margarida e que Reinaldo ameaça com uma arma)
- Augusto Portela - Funcionário da Junta que nega o direito de voto a Horácio (anos 60)
- Benjamim Falcão - Julião (banqueiro que nega empréstimo a Horácio) (anos 60)
- Carla Pires - Mónica (enfermeira da clínica)
- Carlos Gonçalves - Jornalista colega de Gisela
- Carlos Martins - Fiscal das finanças
- Fernando Tavares Marques - Inspector da PJ
- Filipa Maló Franco - Criança doente (filha de Engrácia que é curada por Dr. Quitério)
- Gil Vilhena - Cliente de Octávia
- Henrique Pinho - Vasconcelos (notário subornado por Carlos e Emília)
- Ivan Coletti - Homem na clínica
- Joaquim Nicolau - Ex-combatente do Ultramar que fala com Dr. Quitério sobre a guerra (anos 60)
- Jorge Almeida - Capanga contratado por Afonsinho que alveja Amélia
- José Fiúza - Jordão (GNR de Alcaides)
- Paula Marcelo - Professora de Madalena
- Patrícia Bull - Cliente do Café de Faria (figurante)
- Roberto Candeias - Capanga contratado por Reinaldo
- Rogério Jacques - Falcão (homem contratado por Emília para afastar os ciganos)
- Rosa Guerra - Senhora na clínica
- Rui Fernandes - Gregório (contabilista da clínica de Carlos Vieira)
- ??? - Vera (porteira da clínica)
- ??? - Adelaide (secretária do Dr. João Gouveia)
- ??? - Juiz do caso da custódia de Madalena

Banda de Música da Sociedade Filarmonica Incrível Aldeia Grandense